# Mount Airy, Philadelphia
Mount Airy är ett bostadsområde i nordvästra Philadelphia i delstaten Pennsylvania i USA, belägen i Philadelphia County. Här ligger herrgården Upsala.
Saul Perlmutter, som 2011 tilldelades Nobelpriset i fysik, växte upp här.

### Fotnoter
1. ↑  Tom Avril (4 oktober 2011). ”Astrophysicist with Philly roots awarded Nobel Prize” (på engelska). Philly. Arkiverad från originalet den 1 oktober 2015. https://web.archive.org/web/20151001213855/http://articles.philly.com/2011-10-04/news/30242928_1_astrophysicist-adam-riess-elementary-grades. Läst 18 maj 2014.